# Adrien Tambay
Adrien Tambay (Paris, 25 de fevereiro de 1991) é um piloto de automobilismo francês que compete na Fórmula 3 Europeia, e também passou pela Fórmula BMW, entre 2007 e 2008. Adrien é filho do ex-piloto de Fórmula 1, Patrick Tambay.